# Kaal
Kaal (en devanagari:  काल, AITS: Kāla, tamil: காலம்) es una palabra del sánscrito para denominar el tiempo. La palabra en tamil kaalam se utiliza para establecer un intervalo en el tiempo. También es el nombre de una deidad, no siempre diferenciada de «kāla», que significa 'negro'. Es uno de los varios nombres y formas de Yama, el dios de la muerte. Kaal también se refiere al concepto de espacio-tiempo, que en el yoga —un sistema filosófico teísta— se considera una sola cosa en vez de dos conceptos separados —espacio y tiempo—. 

## Etimología
El diccionario de sánscrito de Monier-Williams cita dos palabras diferentes con la forma «kāla»:
- kāla 1 significa «negro, de un color oscuro, negro azulado» y tiene una forma femenina terminada en -ī —«kālī»—.

- kāla 2 significa «un punto fijo en el tiempo, un espacio de duración, velocidad, destino, hado, muerte» y tiene una forma femenina terminada en -ā. Existe una unidad tradicional de tiempo llamada así, que corresponde a 144 segundos.

Según Monier-Williams, kāla 2 deriva de la raíz verbal 'kal', 'calcular', mientras que la raíz de kāla 1 es incierta, aunque podría ser la misma.